# Pêro de Alenquer
Pêro de Alenquer (siglo XV) fue un explorador portugués de la costa africana. Fue piloto de una de las naves de Bartolomeu Dias en su viaje alrededor del cabo de Buena Esperanza en 1487/1488. Más tarde escribió una descripción del primer viaje de Vasco da Gama a la India.